# Чета на Бойчо войвода
Хайдушката чета на Бойчо войвода е организирана от Бойчо Цеперански веднага след преминаването на руската армия в България през 1828 г. и достигането ѝ до Стара планина в хода на военните операции. Знаменосец на дружината е Курти Байрактар, с истинско име Вълко Янчев.
В дружината се включили стари хайдути и млади мераклии, българи. Бойчо Цеперански хайдутувал из Балкана около тридесет години преди и след тази война. Командването на руските войски възложило на четата да извършва предимно разузнавателна и саботажна дейност по Стара планина и в Тракия, в тила на турската редовна армия и башибозук. В нея участвали и двамата братя на войводата.
След войната четата нападнала Трявна след сключването на мира с турците. Това е счетено за неподчинение на руското командване, а Бойчо войвода и братята му били заточени в Сибир. Но войводата успял да избяга оттам и през Азия се върнал в България. По време на Кримската война Бойчо войвода отново организирал доброволческа чета в помощ на руските войски, която действала в Тузлука и около Силистра. След Кримската война войводата пак се отдал на хайдутството, събрал малка дружина от дванадесет души и продължил да ходи из Балкана. Загинал след предателство в сражение с турска потеря, командвана от Зейнал паша в Тетевенския Балкан.

## Участници в четата
1. Бойчо войвода, Бойчо Цеперански – роден в колибите Цепераните, Тревненско. Хайдутин и хайдушки войвода;[1]
2. Георги Цеперански – брат на войводата, загинал в Сибир;[1]
3. Георги – байрактар на четата, не е известно откъде е;[1]
4. Петър Цеперански – по-голям брат на войводата. Водил самостоятелна хайдушка чета през 1820 – 1821 г. След Освобождението живял в село Геленджик, Добричко. Починал около 1885 г.;[1]
5. Курте байрактар, с истинско име Вълко Янчев – от с. Кортен, Новозагорско.[1]
6. Негови ученици и четници са войводите Филип Тотю, Панайот Хитов, Димитър Калъчлията, Пею Буюклията, Златьо Конарчанина.[2]